# Агерзинское сельское поселение
Агерзинское се́льское поселе́ние — муниципальное образование в Азнакаевском районе Татарстана Российской Федерации.
Административный центр — село Агерзе.

## История
Статус и границы сельского поселения установлены Законом РТ от 8 августа 2008 года № 76-ЗРТ

## Население
| 2010  | 2011  | 2012  | 2013  | 2014  | 2015  | 2016  |
| ----- | ----- | ----- | ----- | ----- | ----- | ----- |
| 1154  | ↘1151 | ↗1177 | ↘1166 | ↗1177 | ↗1184 | ↗1188 |
| 2017  | 2018  | 2019  | 2020  |       |       |       |
| ↘1174 | ↘1159 | ↘1138 | ↘1133 |       |       |       |

## Состав сельского поселения
| № | Населённый пункт | Тип населённого пункта       | Население |
| - | ---------------- | ---------------------------- | --------- |
| 1 | Агерзе           | село, административный центр |           |
| 2 | Маняус           | деревня                      |           |

В 2005 г. упразднён посёлок Холмовка.